# Boxweltmeisterschaften der Frauen 2006
Die 4. Amateur-Boxweltmeisterschaften der Frauen fanden in der Zeit vom 18. bis 24. November 2006 in Neu-Delhi, Indien statt.

## Medaillengewinnerinnen
| Gewichtsklasse                       | Gold                       | Silber                                | Bronze                                                         |
| ------------------------------------ | -------------------------- | ------------------------------------- | -------------------------------------------------------------- |
| Halbfliegengewicht (– 48 Kilogramm)  | Ri Jong-hyang Nordkorea    | Jesica Bopp Argentinien               | Alice Kate Aparri Philippinen Marlen Esparz Vereinigte Staaten |
| Fliegengewicht (– 50 Kilogramm)      | Hasibe Erkoç Türkei        | Li Siyuan Volksrepublik China         | Chhotu Loura Indien Fadia El Idrissi Dänemark                  |
| Bantamgewicht (– 54 Kilogramm)       | Sofia Ochigawa Russland    | Karolina Michalczuk Polen             | Zhang Qin Volksrepublik China Lyumdmyla Hrytsay Ukraine        |
| Federgewicht (– 54 Kilogramm)        | Elena Karpetchewa Russland | Audrey Garcia Frankreich              | Renate Medby Norwegen Wendy Broad Kanada                       |
| Leichtgewicht (– 60 Kilogramm)       | Katie Taylor Irland        | Anabella Farias Argentinien           | Mitchel Martinez Philippinen Tatiana Chayla Russland           |
| Leichtweltergewicht (– 63 Kilogramm) | Jenny RI Indien            | Klara Svensson Schweden               | Katie Dunn Kanada Julia Nemtsowa Russland                      |
| Weltergewicht (– 66 Kilogramm)       | Aya Cissoko Frankreich     | Oleksandra Kozlan Ukraine             | Aruna Mishra Indien Mary Spencer Kanada                        |
| Mittelgewicht (– 70 Kilogramm)       | Ariane Fortin Kanada       | Akima Stocks Vereinigte Staaten       | Luminita Turcin Rumänien Olga Slawinskaja Russland             |
| Halbschwergewicht (– 75 Kilogramm)   | Lekha C Indien             | Li Jinzi Volksrepublik China          | Anita Ducza Ungarn Olga Novikowa Ukraine                       |
| Schwergewicht (– 80 Kilogramm)       | Irina Sinezkaja Russland   | Chitiqua Hemingway Vereinigte Staaten | Renu Indien Beata Małek Polen                                  |
| Schwergewicht (– 86 Kilogramm)       | Elena Surkowa Russland     | Mária Kovács Ungarn                   | Adriana Hosu Rumänien                                          |